# Nagykörút

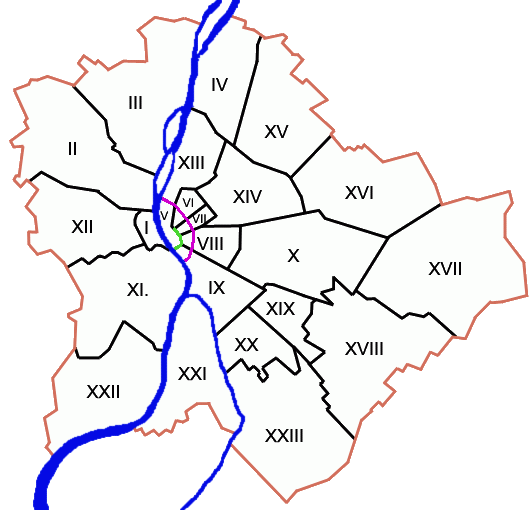
El Pequeño y el Gran Bulevar de Budapest

Nagykörút o Gran Bulevar (literalmente "Gran Circunvalación") es una de las calles más largas y céntricas de Budapest, construida en 1896, el milenio de Hungría. Forma un semicírculo que conecta dos puentes del Danubio, el puente Margarita al norte y el puente Petőfi al sur. Usualmente, el interior y los alrededores de este semicírculo se considera el centro de Budapest (véase Belváros).

## Significado
Nagykörút es en la actualidad el nombre coloquial de cinco calles conectadas entre sí: (de norte a sur) Szent István körút, Teréz körút, Erzsébet körút, József körút y Ferenc körút. Normalmente, Nagykörút incluye solo la zona de Pest (es decir, el lado este del Danubio), pero también se aplica a veces a su extensión en el lado de Buda (en este sentido, Margit körút sería su sexta calle).

## Localización
Tiene una anchura de 35-40 m y una longitud de 4,5 km (sin contar el puente y el lado de Buda), con una línea de tranvía en el centro. Cruza varias plazas importantes como Nyugati tér, Oktogon y Blaha Lujza tér, importantes puntos de referencia en la ciudad. Las cuatro calles principales que cruza son Váci út (norte), Avenida Andrássy (noreste, declarada Patrimonio Mundial), Rákóczi út (este) y Üllői út (sureste).

## Lugares de interés
En Nagykörút se puede encontrar (de norte a sur) el Teatro de Comedia (Vígszínház, 1896), la Estación Budapest-Nyugati (Nyugati pályaudvar, 1877, construida por el equipo de Gustave Eiffel), el New York Café (1894), y el palacio art nouveau del Museo de Artes Aplicados (1896). Entre los edificios modernos están los centros comerciales Skála Metró (1984) y WestEnd City Center (1999). Además, hay muchas tiendas a ambos lado, situadas principalmente en la planta baja de edificios residenciales del cambio de siglo.

## Transporte

### Metro
Las tres líneas del Metro de Budapest tienen cuatro estaciones en Nagykörút, en el cruce con las siguientes calles: (de norte a sur) Nyugati pályaudvar (M3), Oktogon (M1), Blaha Lujza tér (M2) y Corvin-Negyed (M3). La Línea 4 también tendrá una estación en Nagykörút (en Rákóczi tér). 
Desde 2014 la Línea 4 (M4) también tiene una estación en Nagykörút (Rákóczi tér).

### Tranvía 4 y 6

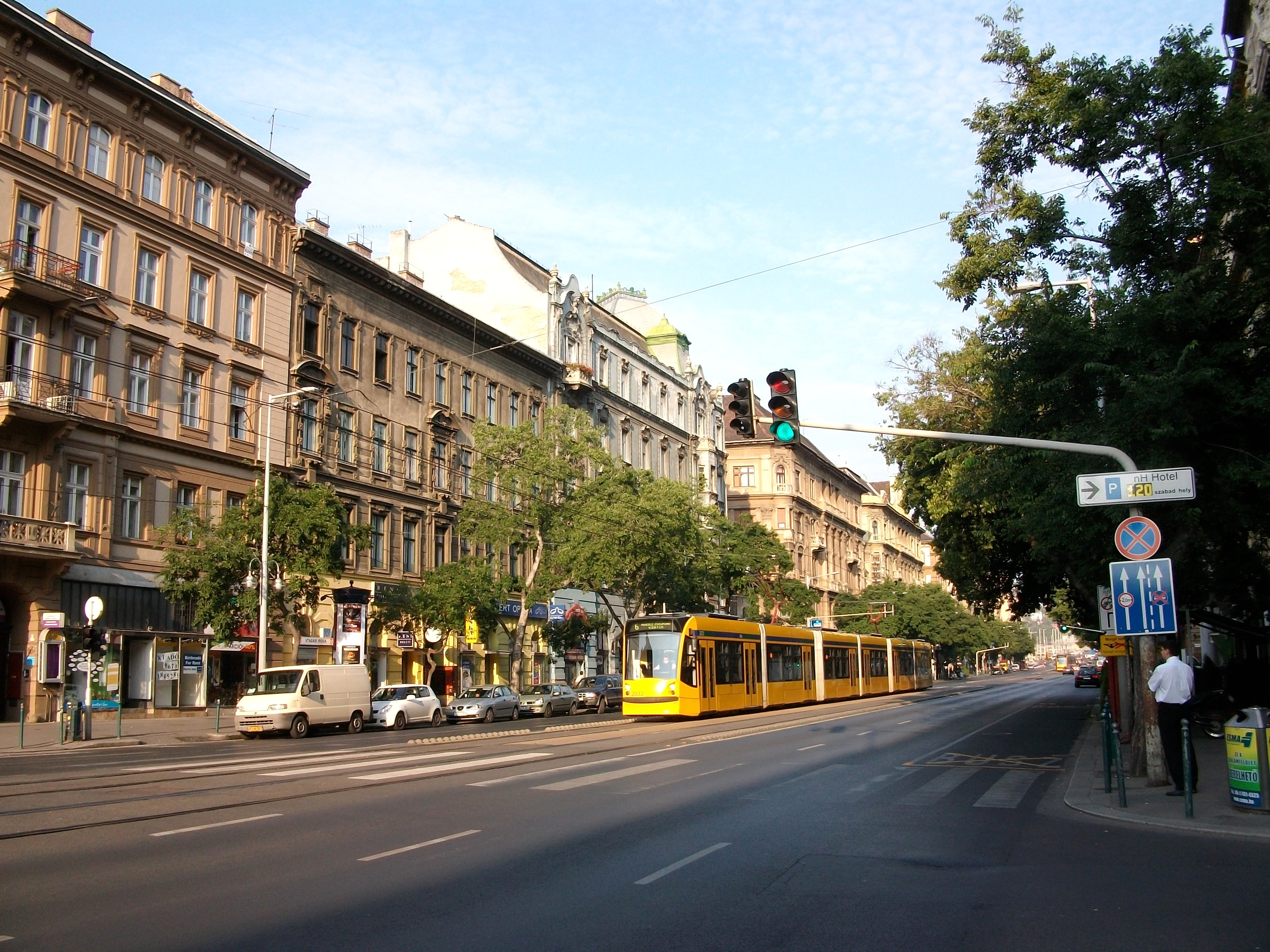
Combino Supra en el Bulevar San Esteban, parte del Gran Bulevar. Los Combinos de Budapest son los tranvías más largos del mundo.

Un vehículo característico del Gran Bulevar son los tranvías 4 y 6, que llegan hasta Buda, tanto por el norte (Széll Kálmán tér) como por el sur (Móricz Zsigmond körtér). La línea data de 1887 y en la actualidad tiene 8,5 km de longitud y 21 estaciones. Es la línea de tranvía con más pasajeros de Europa, con 200 000 por día. Las rutas de la línea 4 y la línea 6 difieren solo en sus últimas dos paradas en el sur.
Sus tranvías (los números 4 y 6), únicos en Budapest, se han sustituido con trenes Siemens Combino Supra de suelo bajo, los más largos de Europa (54 m), desde el 1 de julio de 2006. Se elevaron las estaciones, se ampliaron y modernizaron, se añadieron rampas, se renovaron los cables eléctricos y se sustituyeron algunas secciones de raíles durante la reconstrucción, con un coste total de unos 3400 millones de forintos.

## Más circunvalaciones en Budapest
Hay otras dos circunvalaciones en Budapest:
- El Pequeño Bulevar (Kiskörút), con una longitud de 1,5 km, en el interior de Nagykörút (que incluye Károly körút, Múzeum körút y Vámház körút),
- Una circunvalación fuera de Nagykörút, que, sin embargo, no se considera una única entidad (incluye Róbert Károly körút, Hungária körút y Könyves Kálmán körút).